# Stadion Hartberg
El Stadion Hartberg, llamado por razones de patrocinio Profertil Arena Hartberg, es un estadio multiusos ubicado en la ciudad de Hartberg (Estiria, Austria). El estadio fue inaugurado en 1946 y posee una capacidad para 5.400 espectadores. Es propiedad del municipio de Hartberg y es utilizado para el fútbol y atletismo y es la sede del TSV Hartberg, un club que en verano de 2018 ascendió a la Bundesliga Austriaca.
Para eventos de atletismo, el estadio está equipado con seis pistas, obstáculos, foso, jabalina, salto de longitud, triple salto, salto de altura, lanzamiento de peso, disco y martillo, una jaula de tiro. El estadio esta homologado por la Federación Austriaca de atletismo. También se utiliza para otros eventos, como eventos musicales.
En agosto de 2014, por el patrocinio de la farmacéutica Lenus Pharma, el estadio pasó a llamarse Profertil Arena Hartberg.
Está equipado con cuatro gradas cubiertas. Además de las tribunas este y oeste, en 2018 se instalaron dos gradas móviles detrás de las porterías. Igualmente, está equipado con un sistema de iluminación adecuado para la Bundesliga y cuenta con una amplia zona VIP con su propio catering.
Debido a la normativa de la Bundesliga Austriaca, que se aplicará a partir de la temporada 2025/26, el TSV Hartberg se enfrenta a la cuestión de si el estadio se reconstruirá o si se adaptará.